# Újezd u Tišnova
Újezd u Tišnova település Csehországban, a Brno-vidéki járásban. Újezd u Tišnova Tišnovská Nová Ves, Žďárec, Dolní Loučky, Horní Loučky, Řikonín és Kuřimské Jestřabí településekkel határos. Lakosainak száma 137 fő (2024. január 1.).

## Népesség
A település lakosságának változását az alábbi diagram mutatja:
| Lakosok száma | 157  | 190  | 239  | 202  | 148  | 116  | 130  | 129  | 138  | 137  |
|               | 1869 | 1890 | 1921 | 1950 | 1980 | 2001 | 2017 | 2019 | 2022 | 2024 |